# Theodor Jönsson
Johan Theodor Jönsson, född 16 april 1888 i Bjällerup, Skåne, död 1966 i Esarp, var en svensk målare och fotograf. 
Jönsson utbildade sig först till yrkesmålare och arbetade under några år som sådan. Han studerade konst för Fredrik Krebs och Axel Kulle vid Tekniska skolan i Lund 1907–1912. Han medverkade i den Baltiska utställningen i Malmö 1914 samt med Skånes konstförening. Separat ställde han ut i Lunds universitets konstmuseum, Svaneholms slott och i Esarp. Hans konst består av stilleben, interiörer, porträtt, stadsmotiv från Lund och landskapsmålningar från Skåne. Jönsson är representerad i Kyrkheddinge kyrka med en kopia av Blochs altartavla i Fredriksbergs Slotskirke i Danmark samt i Lunds studentkårs konviktorium med pastellmålningen Parti av Dalby.

## Konstnärsmuseum
Innan han dog 1966 testamenterade Theodor Jönsson sitt hem och sin kvarlåtenskap till Staffanstorps kommun. Ett krav var att kvarlåtenskapen skulle bevaras i Esarps skola, där han bodde, och där göras tillgängliga för allmänheten. En stiftelse bildades för att driva ett konstnärsmuseum. Museet var sedan öppet för allmänheten fram till 2021 då det upphörde och stiftelsen beslöt att sälja tillgångarna. Orsaken var kommunen dragit in sitt bidrag till verksamheten och att fastighetsägaren sagt upp hyresavtalet.